# 唐·贝尔德
唐·贝尔德（英語：Don Baird，1951年5月29日—），澳大利亚男子田径运动员。他曾代表澳大利亚参加1974年和1978年英联邦运动会田径比赛，获得一枚金牌和一枚银牌。他也曾参加1976年夏季奥运会。